# 칠숙·석품의 난
칠숙·석품의 난은 신라 진평왕 53년(631년)에 일어난 반란이다. 이찬 칠숙(柒宿), 석품은 함께 반란을 꾀하였지만 발각되어 칠숙은 동시(東市)에서 목이 베어 죽었다. 9족(族)도 함께 처벌되었다. 아찬 석품은 도망하여 백제의 국경에 이르렀는데, 처자식을 보고 싶어 몰래 집에 가다 잡혀 처형됐다.

## 참고 문헌
- 김부식(1145), 《삼국사기》, 〈권04 진평왕 53년 條〉